# Bulevar Chacabuco

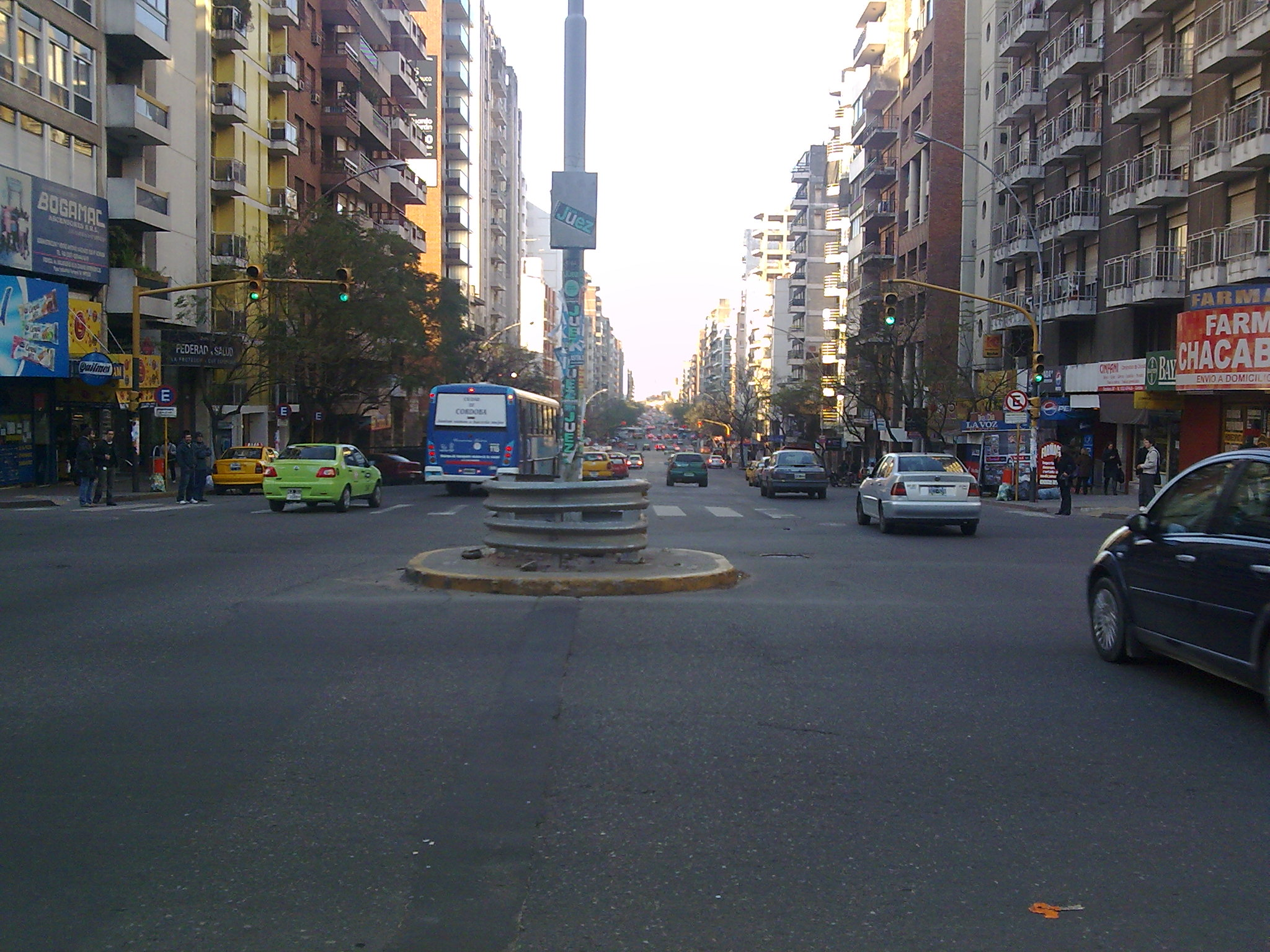
Vista del bulevar en la esquina con bulevar Illia.

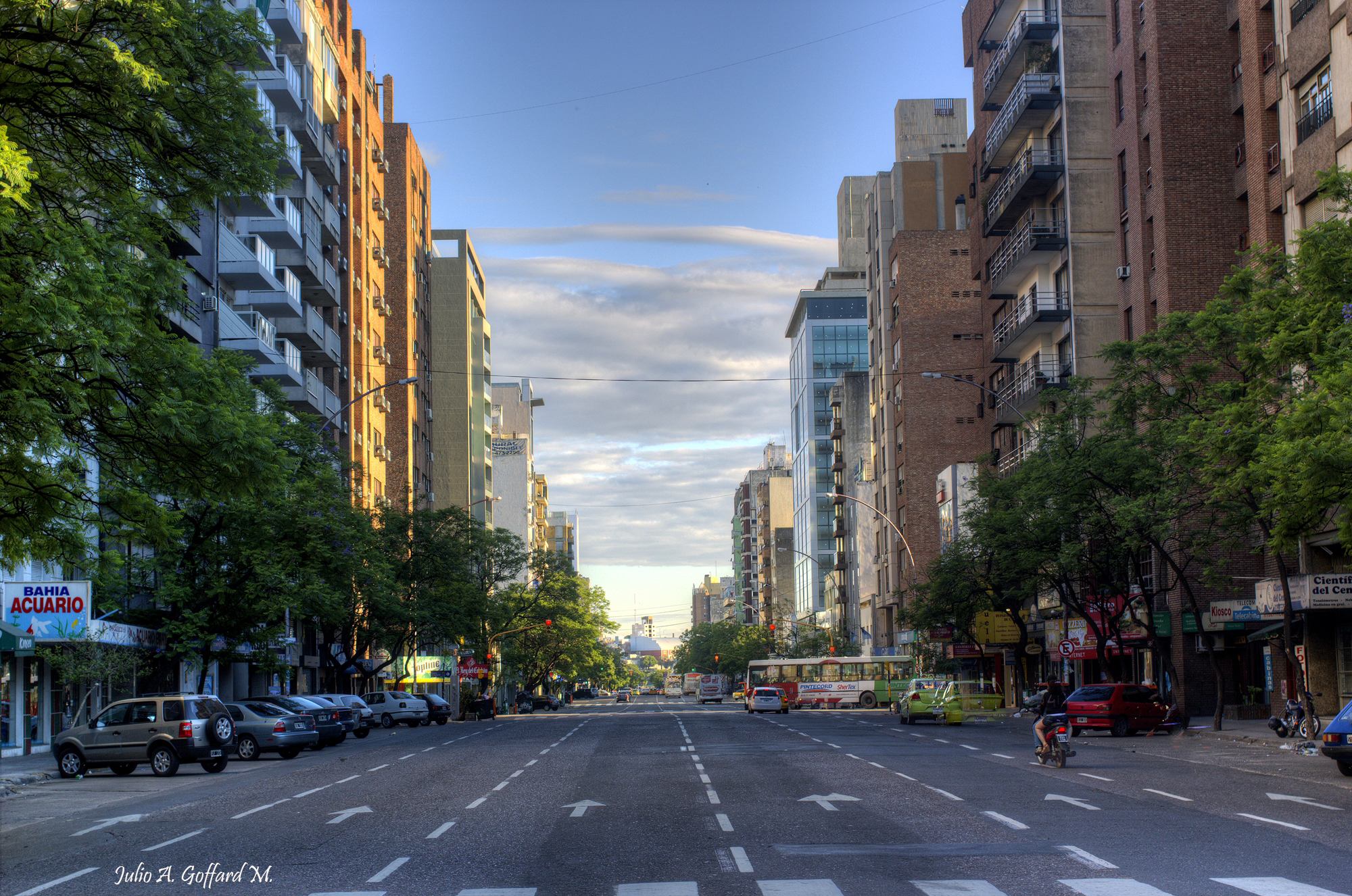
El Bulevar, cerca de la esquina con calle Rosario de Santa Fe, donde cambia de nombre a Avenida Maipú.

El Bulevar Chacabuco es una avenida de 1,2 km de largo que atraviesa el centro de la ciudad de Córdoba, Argentina. 

## Características
Esta avenida comienza con la nomenclatura 0 en la calle Rosario de Santa Fe y termina en la calle Bolivia con la nomenclatura 1200, justo en donde se encontraba la Casa de Gobierno de la Provincia de Córdoba, hoy convertido en el espacio verde "Parque de Las Tejas" .
Su traza tiene un cantero central de paseo y llena de árboles de distintas especies, que hace de esto una atracción turística.
Este bulevar se extiende desde el Parque de Las Tejas hasta la intersección con el Bulevar Arturo Illia donde este bulevar se convierte en la avenida más ancha de la ciudad de Córdoba.

### Refuncionalización
En 2023 se habilitó un tramo de carril "Solo Bus" entre el bulevar Illia y la avenida Emilio Olmos, con tres paradas  de colectivo equipadas con refugios de 40 y 50 metros cuadrados. Más de 15 líneas de colectivos urbanos utilizarán este carril exclusivo.
El bulevar Chacabuco ahora dispone de tres carriles: el izquierdo, destinado exclusivamente a los ómnibus; el carril central, de uso mixto; y el carril exterior, habilitado para autos, motos, remises y taxis.